# Macrud
El macrud (àrab: مقروض, maqrūḍ) és un petit pastisset molt dens format una capa de pasta de sèmola de blat dur que n'envolta una altra de figat (Tunísia), dàtils (Algèria, Tunísia) o massapà d'ametlla (Algèria). Aquests rotllos es tallen a triangles o rombes, es fregeixen en oli d'oliva i es cobreixen de xarop aromatitzat amb pell de cítrics. Posteriorment, si es vol, s'hi pot afegir sèsam, per exemple. És una pastisseria típica de la cuina magribina, es menja tradicionalment a l'est del Marroc, a Tunísia, a Algèria i a Líbia.